# Fredericksburg and Spotsylvania National Military Park
Le Fredericksburg and Spotsylvania National Military Park est une aire protégée américaine située à Fredericksburg et dans les alentours, en Virginie. Établi le 14 février 1927, ce parc militaire national protège les sites des batailles de Fredericksburg, Chancellorsville, la Wilderness et Spotsylvania, pendant la guerre de Sécession. Inscrit au Registre national des lieux historiques depuis le 15 octobre 1966 et classé Virginia Historic Landmark depuis le 16 janvier 1973, il est géré par le National Park Service.